# Saccharosydne rostrifrons
Saccharosydne rostrifrons är en insektsart som först beskrevs av Crawford 1914.  Saccharosydne rostrifrons ingår i släktet Saccharosydne och familjen sporrstritar. Inga underarter finns listade i Catalogue of Life.